# Джулия («1984»)
Джу́лия (англ. Julia) — персонаж романа Джорджа Оруэлла «1984», девушка, влюблённая в главного героя — Уинстона Смита. Ей 26 лет, у неё короткие тёмные волосы, веснушки на лице, тонкая талия, перетянутая кушаком Молодёжного антиполового союза. Искусно притворяется яростной сторонницей партии, в то время как постоянно нарушает партийные законы.

## Биография
В романе нет упоминаний о происхождении Джулии и её прошлом. Известно, что ей 26 лет, соответственно, она родилась около 1957 года. Как и Уинстон, является членом внешней партии. Работает в министерстве правды, в отделе литературы.

## Отношения с Уинстоном Смитом
Джулия с первого взгляда замечает, что Уинстон верен партии только на словах. Это привлекает её и она влюбляется в Уинстона, хотя первоначально не даёт ему об этом знать. Позже она признаётся ему в своих чувствах и между ними устанавливается любовная связь. Джулия и Уинстон понимают, что их отношения рано или поздно прервутся. Чтобы не попасть в руки полиции мыслей, они хотят покончить жизнь самоубийством, но всё время оттягивают этот шаг. После ареста и пыток в министерстве любви их отношения прерываются — Джулия и Уинстон отрекаются друг от друга.

## Фамилия
В оригинальном романе фамилия Джулии не указана. В телевизионном фильме «1984», снятом в 1954 году BBC, она имеет фамилию Диксон (англ. Dixon). В романе «1985» — сиквеле «1984», написанном венгерским автором Дьёрдем Далошем, Джулия носит фамилию Миллер (англ. Miller).

## Киновоплощения
- Стерлинг, Джен — «1984» (1956)
- Сюзанна Гамильтон — «1984» (1984)

## Появление в других произведениях
В романе Дьёрдя Далоша «1985», ставшего продолжением книги Оруэлла, Джулия принимает активное участие в демократических преобразованиях, а впоследствии становится министром в новом правительстве.
В 2023 году был опубликован роман «1984. Джулия» Сандры Ньюман, в котором события книги Оруэлла излагаются от лица Джулии.